# 聖何塞波阿基爾
14°49′N 90°54′W / 14.817°N 90.900°W
聖何塞波阿基爾（西班牙語：San José Poaquíl），是危地馬拉的城鎮，位於該國中部，由奇馬爾特南戈省負責管轄，面積100平方公里，海拔高度1,983米，2002年人口19,982，人口密度每平方公里199.82人。